# ديفيد س. باركر
ديفيد س. باركر (بالإنجليزية: David C. Parker)‏ هو عالم عقيدة بريطاني، ولد في 1953.